# Acid house
Az acid egy elektronikus zenei irányzat.

## Előzmények
A Roland cég korszakalkotó változás elindítója volt a TB-303-as analóg bassliner 1982-es piacra dobásával. A készüléket egyedül gyakorló gitárosoknak, a TR-606-os dobgép mellett használandó mechanikus basszuskíséretként szánták, az “élő zenekar a nappaliban” hatás elérésére. A szerkezetnek eleinte nem volt komoly visszhangja; a gitárosoknak nem igazán jött be a készülék, vagy csak egyszerűen nem vettek tudomást róla. A Roland másfél év alatt mindössze tízezer TB-303-as összeszerelése után leállította a gyártást.

## Korai acid house
1987-ben egy Chicago külvárosából származó fiatal, DJ Pierre két barátjával, Herb Jacksonnal és Earl 'Spanky' Smith Jnr.-ral megkereste a különféle zenei produkciókban már járatos Marshall Jeffersont, és a TB-303-as gép újszerű felhasználásával összeraktak egy lemezt, mely örökre megváltoztatta a zene arcát. A lemeznek az Acid Tracks címet adták.
Egy hagyományos hangszeren különféle magasságú hangokat szólaltathatunk meg, akár együtt, vagy külön-külön, a hangszínek viszont korlátozottak. A monofonikus TB-303-assal épp fordított a helyzet: mindig csak egy patternt programozhatunk be, azonban ennek a hangzását a különböző modifikációs lehetőségeken keresztül gyakorlatilag a végtelenségig variálhatjuk. Ez a kis ezüst doboz felelős az azonnal felismerhető, jellegzetesen tekeredő-csavarodó, füllyukasztó acid hangzásért.
Az első acid felvételek Amerikában készültek, a nemzetközi áttöréshez mégis Anglia szolgált ugródeszkául. A szigetországban éppen ideális volt a helyzet egy teljesen új zenei műfaj bemutatkozásához: végérvényesen lecsengett, kifáradt a punk / new wave keltette hullám, a zeneértő, s egyúttal fizetőképes közönség azonnal befogadta a minden addig megszokottól eltérő hangzást. Az acsarkodó, agresszív, negatív jövőképekkel terhes punkot kiszorította egy naiv, ostoba, mindenfajta politikai állásfoglalástól mentes, hedonista irányzat. Az acid világhódító útjára Angliából indult, népszerűsége 1988–1989-ben tetőzött Európában.

## Acid Magyarországon
Az acid volt az első könnyűzenei irányzat, mely nem évtizedekkel nyugati áttörése után, valamilyen mutánsverzióban jutott el Magyarországra, hanem időben, eredeti formájában mutatkozott be. Az első magyar acid party 1989. szeptember 13-án, Király Tamás underground divattervező születésnapi buliján került megrendezésre. A helyszín az Andrássy úti Fiatal Művészek Klubja volt, a zenét –  kb. 400 meghívott vendég előtt – az amszterdami Roxy két rezidens DJ-je szolgáltatta. Minden addig ismert szórakozási forma kellékeitől eltérő eszköztár: UV-reagens test- és ruhafestékek, füstgép, stroboszkópok tették a partit emlékezetessé a jelenlévők számára. Ez az esemény jelentette a magyar techno-house kultúra 0 óra 00 percét. (Később, a kilencvenes évek közepén ugyancsak a Fiatal Művészek Klubja adott rendszeresen otthont az akkor még undergroundnak számító elektronikus zenei eseményeknek. A klub rezidensei az X Lab, a Re:Creation, Xyberwolf, Blaze, Bishop, Bernáth/y & Sons voltak.)

## Az acid zene jellemzői
Az acid felvételekben egy erőteljes, 120-140 bpm között lüktető – többnyire TR-606-oson, TR-808-ason, vagy TR-909-esen előállított – alapütemen kívül általában csak egy lecsupaszított motívum szól végig. Az acid száraz, érdes hangzású, harsány és minimalista. Vokálokat csak elvétve találunk bennük, akkor is inkább effektként használt mondattöredékeket, vagy csupán egyes szavakat. Minimalizmusa köszönhető a kor hangszer- és effektparkja (maihoz képesti) viszonylagos fejletlenségének is, így az acid hamar elérte saját műfaji korlátjait.

## Az acid másodvirágzása
A kilencvenes évek közepén a TB-303-as másodvirágzását élte, számos előadó (az Orbital, a FSOL, Plastikman, Emmanuel Top, a Massive Attack, a Union Jack, Josh Wink, Fatboy Slim, az Underworld, a Prodigy, a Hardfloor, a Tesox, az Awex, DJ Misjah) igen nagy sikerrel vette újra elő a készüléket. Ennek köszönhetően a használt TB-303-as kiskereskedelmi ára az eredeti, $395-ös ár többszörösére emelkedett: a Devilfish modifikációval ellátott, már midizhető gép a népszerűség csúcspontján 2.000-2.500 német márkába került. Hol vagyunk már a gitárosoknak szánt automata kísérettől! A kis készülékből kultikus darab, kegytárgy lett. (Később néhány techstep drum and bass felvételben hallhattuk ismét a kis ezüst dobozt.)
Bár az elektronikus zenei szcénában ekkor már szinte mindenki TB-303-ast akart vásárolni, mégsem indították újra a termelést. Ebben a pletyka szerint a konkurens hangszergyártó, a Moog keze volt benne: a 303-as szinusz-generátorának felépítése állítólag annyi hasonlóságot mutatott az ő akkori szintetizátoraikban használt konstrukcióval, hogy perrel fenyegették meg a Roland céget.
Mára a kis ezüst doboznak tucatnyi hardver klónja, illetve PC-s változata létezik. A TB-303-as, valamint a TR-909-es dobgép tervezője, Tadao Kikumoto jelenleg a Roland cég ügyvezető igazgatója.